# Змова Лорковича-Вокича
Змова Лорковича-Вокича (хорв. Urota Lorković-Vokić) — політична змова в Незалежній Державі Хорватія (НДХ) в середині 1944 року, що полягала у спробі з ініціативи міністра внутрішніх справ НДХ Младена Лорковича і міністра збройних сил НДХ Анте Вокича сформувати урядову коаліцію із Хорватською селянською партією (ХСП), відійти від держав Осі та долучити Незалежну Державу Хорватію до антигітлерівської коаліції через її збройні сили — Хорватське домобранство. Змова походила від ХСП, яка також брала участь у переговорах із союзниками. Вона закінчилася масовими арештами та стратою головних змовників, у тому числі Лорковича й Вокича.

## Передісторія

### Обстановка в Європі
24 серпня 1942 року німці розгорнули наступ на Сталінград. Битва за це місто завершилася 2 лютого 1943 року поразкою для Німеччини, а Радянський Союз цієї перемогою домігся докорінного перелому у війні на свою користь. 9 липня 1943 року було розпочато вторгнення союзників на Сицилію, невдовзі після цього скинули Беніто Муссоліні, а 25 липня його заарештували. Того самого дня італійський король Віктор Еммануїл назвав новим прем'єр-міністром Італії П'єтро Бадольо, а 8 вересня 1943 року підписав беззастережну капітуляцію Італії. 6 червня 1944 року західні союзники розпочали висадку на окуповане німцями узбережжя Нормандії.

### Перевороти в країнах Осі
Через поразки, яких держави Осі зазнали від союзників, деякі країни Осі намагалися перейти на сторону супротивника. 1 серпня 1944 року в Таїланді було скинуто прояпонського керівника Плека Пібунсонграма. 23 серпня 1944 року, коли Червона Армія наближалася до Румунського королівства, король Міхай здійснив державний переворот проти диктатора Йона Антонеску і приєднався до союзників.
Незабаром після перевороту в Румунії 5 вересня СРСР оголосив війну Болгарії, 8 вересня радянські війська перейшли Дунай і окупували північно-східну Болгарію. Болгарській армії було наказано не чинити опору. Вітчизняний фронт попри те, що Болгарське царство 2 вересня 1944 року офіційно оголосило нейтралітет і залишило сили Осі, 9 вересня скинув налаштований проти Осі уряд Костянтина Муравієва. Відразу після цього перевороту 9 вересня 1944 року Болгарія приєдналася до союзників.
15 жовтня регент Угорського королівства Міклош Горті оголосив, що Угорщина вийшла з війни та спробував досягти перемир'я з Радянським Союзом. У відповідь німці розпочали операцію «Панцерфауст», заарештували Горті та призначили угорським керівником ватажка фашистської партії «Стрілохрест» Ференца Салаші. Країна продовжила боротьбу з Червоною Армією на боці Осі до кінця війни.

## Підготовка до перевороту

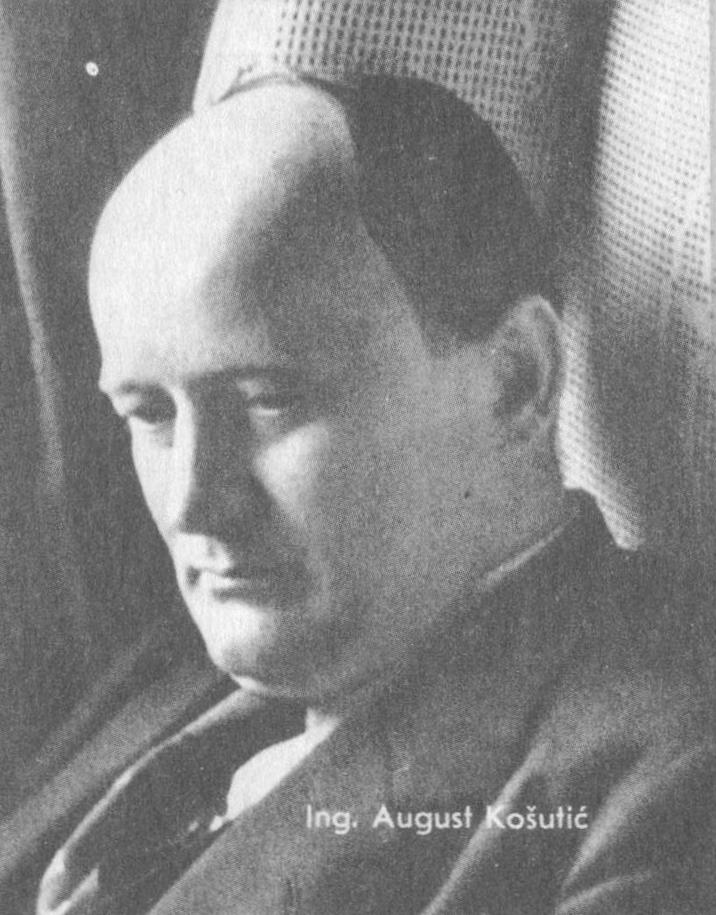
Заступник голови ХСП Август Кошутич

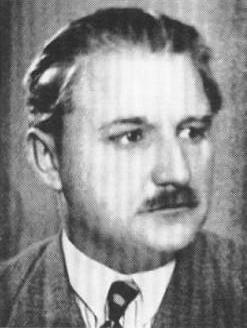
Заступник секретаря ХСП Людевіт Томашич

Голова Хорватської селянської партії під час Другої світової війни Владко Мачек гадав, що британці зупинять свій вибір на підтримці демократичної та антикомуністичної хорватської держави. Тому він думав, що союзники зрештою висадяться на узбережжі Далмації і підтримають його партію саме як демократичну та антикомуністичну. Він також припускав, що в разі вторгнення в Далмацію його партію підтримає Хорватське домобранство. Тим часом, на випадок, якщо гадане вторгнення союзників у Далмацію станеться, четники Дражі Михайловича, серед яких переважали серби, мали власний план, спрямований як проти комуністів, так і проти хорватів. Три члени керівництва ХСП, віце-голова Август Кошутич, заступник секретаря і представник зі зв'язків із союзниками Людевіт Томашич та довірена особа Владка Мачека Іванко Фаролфі, дістали доручення вести переговори з англійцями. Найдіяльнішим був Фаролфі, який відав підтриманням контактів з офіцерами хорватської армії, керівниками партій та іноземними розвідувальними службами.
Младен Лоркович виношував план роззброїти дислоковану в Незалежній Державі Хорватія (НДХ) німецьку армію, встановити правління Хорватської селянської партії на рівні уряду та закликати всі союзницькі армії висадитися на території НДХ. Він також вважав, що ХСП завадить приходу до влади комуністів або короля Петру II. У липні 1944 року Анте Вокич провів засідання, на якому зазначив, що як тільки союзники вторгнуться на Балкани, німецькі збройні сили доведеться роззброїти.
Німцям було відомо, що Хорватія може приєднатися до союзників. Аташе Люфтваффе в Загребі 11 серпня доповідав, що хорватські військовики дедалі більше не хочуть співпрацювати з німцями. Він також звернув увагу на їхнє прохання до німецьких військ щодо додаткової зброї та боєприпасів. Тим часом Лоркович налагодив контакт із представниками Хорватської селянської партії в Хорватії Іванком Фаролфі, Людевітом Томашичем і Августом Кошутичем.
Їхня ідея вторгнення союзників у Далмацію не справдилася: союзники не збиралися висаджуватись у Далмації. Незважаючи на це, Вінстон Черчилль прихильно поставився до задуму вторгнення союзників на хорватське узбережжя, тому ініціював дискусію з Йосипом Броз Тіто щодо можливої висадки на півострів Істрія в серпні 1944. Представники ХСП і Хорватського домобранства не могли запропонувати нічого, крім обіцянок, тоді як югославські партизани вже дійсно воювали, діставши на Тегеранській конференції статус союзника сил антигітлерівської коаліції. Британці не хотіли ризикувати співпрацею з партизанами, зважаючи на свою і без того заплутану участь у Югославському фронті, оскільки вони підтримували зносини як із королівським югославським урядом у вигнанні, так і з комуністами. Долучення Хорватського домобранства та ХСП ще більше б ускладнило ситуацію.
Хорватськими переговірниками з союзниками були Томо Янчикович, Зенон Адамич та Іван Бабич. Британці завжди воліли зустрічатися з кожним окремо. ХСП гадала, що її емісарам вдалося забезпечити план вторгнення в Далмацію. Призначення Івана Шубашича прем'єр-міністром Югославії у вигнанні, а також пропозиція генерала Івана Томашевича передати з початком вторгнення свою армію під командування союзників ще більше заохочувала змовників. Кінець кінцем, переворот короля Міхая в Румунії та просування радянських військ змусили їх повірити, що союзники незабаром вторгнуться в Далмацію.

## Кінець змови і арешти
Поглавник Незалежної Держави Хорватія Анте Павелич вирішив, що війну виграють німці завдяки «жахливій зброї». Він скликав у себе на віллі засідання свого кабінету, яке охороняли озброєні люди. Воно відбулося 30 серпня 1944 року. Там Павелич звинуватив і Лорковича, і Вокича в причетності до змови та державний зраді. На їхній захист стали заступник голови уряду Джафер Куленович і багато інших, але безуспішно. Лорковича і Вокича взяли під варту. Тоді ж заарештували ще 60 осіб. Лоркович попросив Павелича не заподіювати шкоди членам ХСП, «як і було обіцяно», а Вокич виступив на їхній захист перед Павеличем, твердячи, що вони виконували все, що він їм наказував. Деякі з затриманих незабаром були звільнені, але Лорковича і Вокича засудили, ув'язнили і пізніше стратили.

## Додаткова література
- Matković, Hrvoje (1993). Pismo Mladena Lorkovića iz kućnog pritvora poglavniku Anti Paveliću [Лист Младена Лорковича з домашнього ув'язнення до вождя Анте Павелича] (PDF). Časopis za suvremenu povijest (хор.). Croatian Institute of History. 25 (2–3): 315—321. Процитовано 14 січня 2023. (хор.)